# Giselbert I
Giselbert I van Maasgouw of Giselbert I (ca. 825 - na 6 september 885) was een Frankische edelman en stamvader van de Reiniers, een geslacht dat gedurende enkele eeuwen een belangrijke rol zou spelen in het hertogdom Lotharingen.
Giselbert was graaf van de Maasgouw in 841. Hij was een aanhanger van Karel de Kale geweest en toen Lotharius I na het Verdrag van Verdun zijn koning werd, besloot hij naar West-Francië te trekken. Daar voegde hij zich uiteindelijk bij het kamp van Pepijn II van Aquitanië. In 846 heeft Giselbert Ermengarde, dochter van keizer Lotharius I, geschaakt en is in hetzelfde jaar met haar getrouwd in Aquitanië. Nadat Pepijn zijn positie verloor, zocht Giselbert zijn heil bij Lodewijk de Duitser. In 849 overleed Ermengarde en kon hij zich door bemiddeling van Karel de Kale verzoenen met Lotharius I. Het huwelijk werd erkend en Giselbert kon terugkeren naar de Maasgouw. Hij werd in 866 benoemd tot graaf van de Lommegouw. 
Giselbert was zoon van Giselbert van de Bidgouw (geb. ca. 800). 
Giselbert was getrouwd met Ermengarde (ca. 828 - 849), dochter van keizer Lotharius I en Irmgard. Ze hadden de volgende kinderen:
- Reinier I van Henegouwen.
- Albert van Maasgouw

(twijfelachtig)
- Richwin van Verdun (ca. 848 - 923). Onthoofdde zijn onbekende eerste vrouw (dochter van Enguerrand en Friderada) wegens onkuisheid, en hertrouwde met Kunigonde. Mogelijk was ze dezelfde als Kunigunde van de Ardennen weduwe van paltsgraaf Wigerik. Richwin werd vermoord door ene Boso, zoon van Richard.